# 馬爾莫 (內布拉斯加州)
馬爾莫（英語：Malmo）是位於美國內布拉斯加州桑德斯縣的村。

## 人口
根據2020年美國人口普查的數據，馬爾莫的面積為0.35平方千米，皆為陸地。當地共有人口94人，而人口密度為每平方千米269人。